# 2669 Shostakovich
2669 Shostakovich è un asteroide della fascia principale. Scoperto nel 1976, presenta un'orbita caratterizzata da un semiasse maggiore pari a 2,7775878 au e da un'eccentricità di 0,2208730, inclinata di 7,79146° rispetto all'eclittica.
L'asteroide è dedicato al compositore russo Dmitrij Dmitrievič Šostakovič.